# ایشای گولان
ایشای گولان (عبری: ישי גולן‎؛ زادهٔ ۲۲ نوامبر ۱۹۷۳) بازیگر اهل اسرائیل است. وی از سال ۱۹۹۰ میلادی تاکنون مشغول فعالیت بوده‌است.
از فیلم‌های او می‌توان به هرزه اشاره کرد.